# Harry DeBaecke

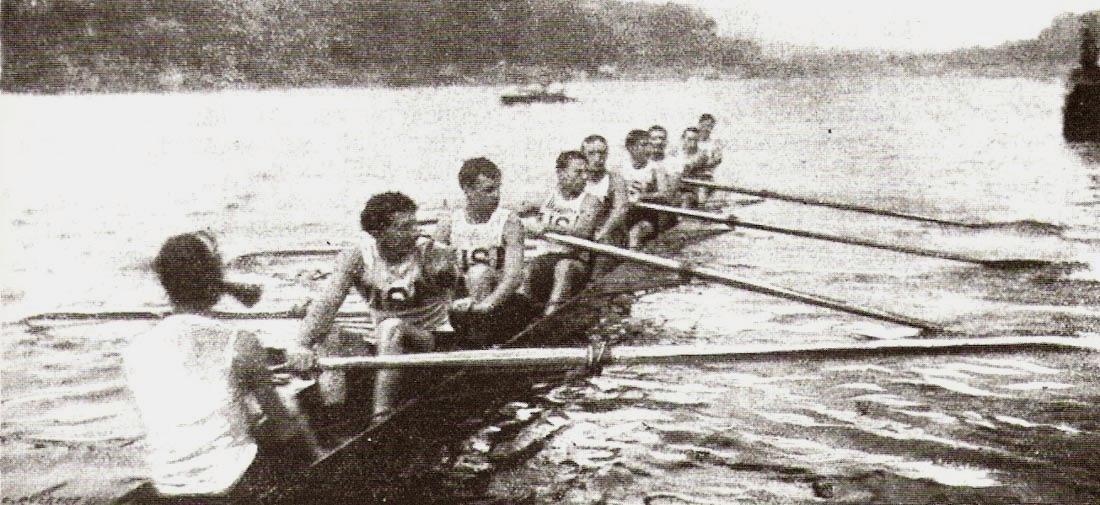
Die Olympiasieger aus Philadelphia 1900

Harry Leopold DeBaecke (* 9. Juni 1879 in Philadelphia; † 6. November 1961 ebenda) war ein amerikanischer Ruderer. Harry DeBaecke ruderte für den Vesper Boat Club. 
Als bei den Olympischen Spielen 1900 in Paris erstmals olympische Ruderwettbewerbe ausgetragen wurden, war der Achter des Vesper Boat Club das einzige amerikanische Boot am Start. William Carr, Harry DeBaecke, John Exley, John Geiger, Edwin Hedley, James Juvenal, Roscoe Lockwood, Edward Marsh und Steuermann Louis Abell siegten mit sechs Sekunden Vorsprung auf den belgischen Achter, wobei DeBaecke als Schlagmann fungierte.  
DeBaecke setzte seine Karriere noch einige Jahre fort und gewann mehrere amerikanische Meistertitel. Von 1922 bis 1925 betreute er die Rudermannschaften des Vesper Boat Club.